# 卡普里利亚-伊尔皮纳
卡普里利亚-伊尔皮纳（義大利語：Capriglia Irpina），是意大利阿韦利诺省的一个市镇。总面积7.38平方公里，人口2427人，人口密度328.9人/平方公里（2009年）。ISTAT代码为064018。